# 柯蒂斯·马歇尔
柯蒂斯·马歇尔（英語：Kurtis Marschall，1997年4月25日—），澳大利亚男子田径运动员。他曾代表澳大利亚参加2018年和2022年英联邦运动会田径比赛，获得二枚金牌。他也曾参加2016年和2020年夏季奥林匹克运动会。